# José Fabio
José Manuel Fabio (Oberá, 31 dicembre 1977) è un ex cestista argentino naturalizzato paraguaiano.

## Carriera
Con il Paraguay ha disputato due edizioni dei Campionati americani (2011, 2013).